# Réserve naturelle régionale des bruyères de Sainte-Assise
La réserve naturelle régionale des bruyères de Sainte-Assise (RNR207) est une réserve naturelle régionale située en Île-de-France. Classée en 2009, elle occupe une surface de 87 hectares.

## Localisation

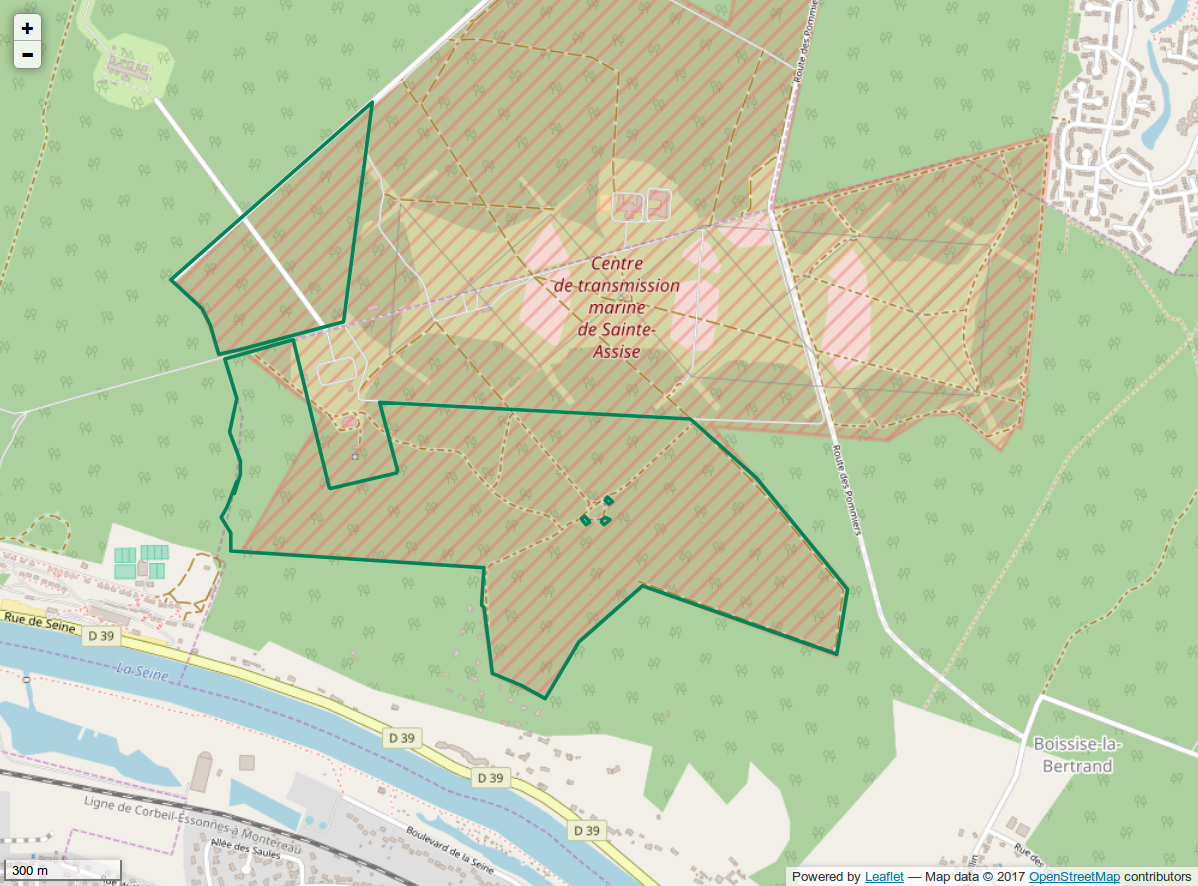
Périmètre de la réserve naturelle.

Le territoire de la réserve naturelle est dans le département de Seine-et-Marne, sur les communes de Boissise-la-Bertrand et Seine-Port. Une partie correspond au site de l'émetteur de Sainte-Assise caractérisé par de nombreuses antennes de radio-télécommunication.

## Administration, plan de gestion, règlement
La réserve naturelle est gérée par l'Agence des espaces verts de la région d'Île-de-France.

### Outils et statut juridique
La réserve naturelle a été créée par une délibération du 22 octobre 2009. Une délibération du 21 novembre 2012 a modifié la liste des parcelles concernées.